# Градочка базилика II
Градочката базилика II (на македонска литературна норма: Градочка базилика II) е раннохристиянска православна базилика, чиито руини са открити в античното и средновековно селище Градок, край мариовското село Манастир, Северна Македония.

## Местоположение
Базиликата е разположена в западната част на акропола.

## Описание
Базиликата е от типа вписан кръст с нартекс. Заедно със съседната Базилика I на изток датира от VI век. Двета базилика са изключително добре запазени и с това са уникални в Северна Македония.